# Huize

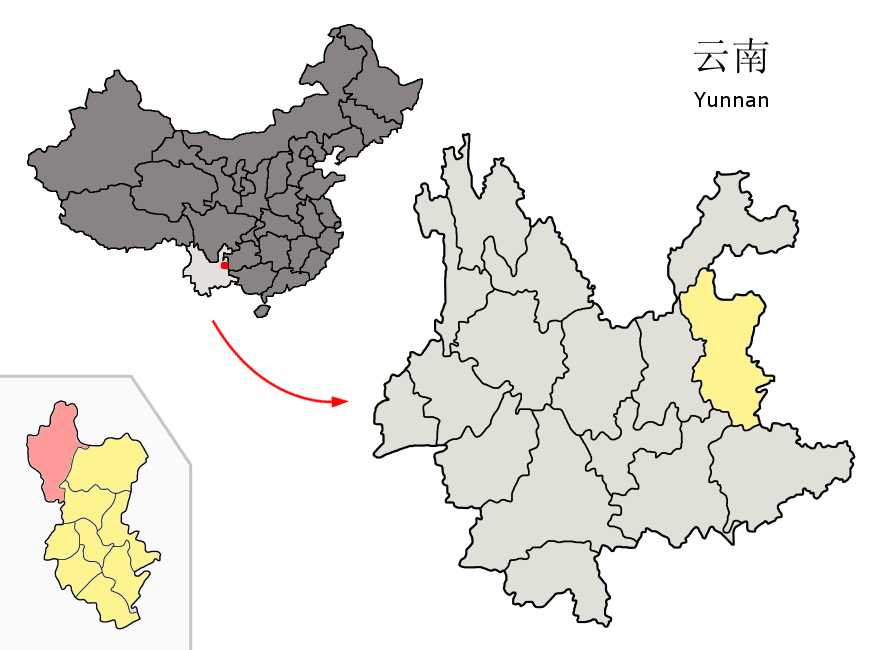
Lage des Kreises Huize (rosa) in Qujing (gelb)

Der Kreis Huize (会泽县; Pinyin: Huìzé Xiàn) ist ein Kreis der bezirksfreien Stadt Qujing im Osten der chinesischen Provinz Yunnan. Die Fläche beträgt 6.017 Quadratkilometer und die Einwohnerzahl 794.279 (Stand: Zensus 2020). 1999 zählte Huize 872.361 Einwohner.
Die Gildenhalle von Huize (Huize huiguan 会泽会馆) steht seit 2006 auf der Liste der Denkmäler der Volksrepublik China (6-761).

## Administrative Gliederung
Der Kreis setzt sich auf Gemeindeebene aus sieben Großgemeinden und fünfzehn Gemeinden zusammen. Diese sind:
- Großgemeinde Jinzhong 金钟镇
- Großgemeinde Zhongping 钟屏镇
- Großgemeinde Nuogu 娜姑镇
- Großgemeinde Yiche 迤车镇
- Großgemeinde Kuangshan 矿山镇
- Großgemeinde Zhehai 者海镇
- Großgemeinde Daibu 待补镇

- Gemeinde Zhichang 纸厂乡
- Gemeinde Malu 马路乡
- Gemeinde Huohong 火红乡
- Gemeinde Leye 乐业乡
- Gemeinde Dajing 大井乡
- Gemeinde Xinjie 新街乡
- Gemeinde Yulu 雨碌乡
- Gemeinde Dahai 大海乡
- Gemeinde Luna 鲁纳乡
- Gemeinde Laochang 老厂乡
- Gemeinde Shangcun 上村乡
- Gemeinde Wuxing 五星乡
- Gemeinde Jiache 驾车乡
- Gemeinde Daqiao 大桥乡
- Gemeinde Tianba 田坝乡